# Nide (província)
Nide (em turco: Niğde) é uma província do centro-sul da Turquia, situada na região da Anatólia Central, com capital na cidade homónima. Tem 7 234 km² de área e em dezembro de 2021 tinha 363 725 habitantes (densidade: 50,3 hab./km²).
| Províncias adjacentes a Nide |            |         |
| Acsarai                      | Nevexequir | Caiseri |
| Cónia                        |            | Caiseri |
| Cónia                        | Mersim     | Adana   |

A província está subdividida nos seguintes distritos: Altunhisar, Bor, Çamardı, Çiftlik, Nide e Ulukışla.